# Diecézní kurie

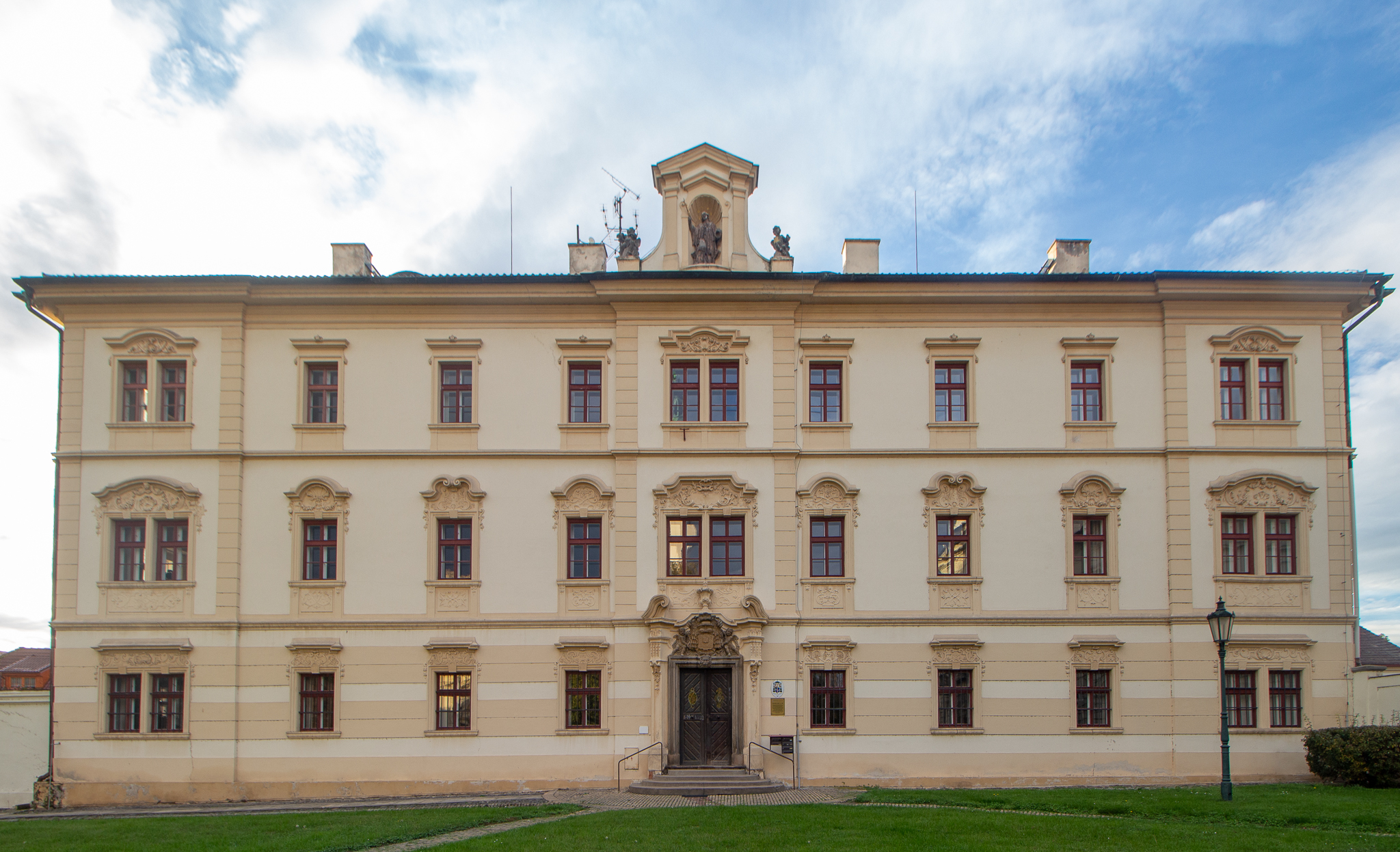
Původní kněžský seminář na Dómském pahorku v Litoměřicích, dnes budova diecézní kurie litoměřického biskupství

Diecézní kurie nebo biskupská kurie je ústřední správní orgán, který má každá diecéze a eparchie katolické církve. Skládá se z hlavních představitelů diecéze. Pokud se jedná o arcidiecézi, používá se označení arcidiecézní kurie. V České republice běžně označovaná také jako konzistoř nebo úřad biskupství.

## Charakteristika
Kurii tvoří generální vikář, který je obvykle také moderátorem (ředitelem) kurie (v mimocírkevním prostředí je obdobná pozice provozní ředitel, COO), biskupští vikáři, pokud v diecézi existují, kancléř kurie, jehož úkolem je především péče o vyhotovení a odesílání listin kurie (tzv. Acta curiæ) a jejich archivace. Dále vicekancléři, notáři, diecézní ekonom (v mimocírkevním prostředí finanční ředitel, CFO) a ekonomická rada. Jmenování osob zastávajících nějaký úřad v kurii přísluší diecéznímu biskupovi, který může přidat i další úředníky podle potřeby.
| „               | Diecézní kurie sestává z těch zařízení a osob, které pomáhají biskupovi v řízení celé diecéze, hlavně ve vedení pastorační činnosti, ve výkonu správy diecéze a ve výkonu soudní moci. | “ |
| — kánon 469 CIC | |   |